# Herøyfjorden (Søgne)
Herøyfjorden er en fjord i Søgne kommune i Agder fylke i Norge. Den er fire kilometer lang, og går mod vest fra Sandvigdalsfjorden ved Tjamsøya, lige ved kommunegrænsen til Kristiansand. Fjorden ender i vest ved Hellersøyane og Herøya, som den har navn efter. På sydsiden af fjorden ligger en række mindre øer, holme og skær, som skærmer fjorden mod det åbne hav i Skagerrak.